# RAE Larynx
Conçu par le Royal Aircraft Establishment (RAE), le RAE Larynx, pour « Long Range Gun with Lynx engine » (en français : « canon à longue portée équipé d'un moteur Lynx ») était un avion sans pilote britannique primitif, devant servir d'arme antinavire guidée.

## Conception et développement
Conçu à partir de septembre 1925, il s'agissait d'un missile de croisière — également désigné « torpille aérienne » à l'époque — sous la forme d'un petit avion monoplan à aile médiane et fuselage tubulaire entoilé, guidé par un système de pilotage automatique utilisant des gyroscopes et propulsé par un moteur en étoile Armstrong Siddeley Lynx IV caréné développant une puissance de 200 ch (147,08 kW), ce qui lui donnait une vitesse maximale de 320 km/h, plus élevée que celle des chasseurs contemporains,.
Il faisait appel aux principes du pilotage automatique développés par le professeur Archibald Low, déjà utilisés par le Ruston Proctor AT, un biplan radiocommandé qui devait être utilisé contre les bombardiers Zeppelin allemands. Il devait emmener une charge militaire de 113,5 kg sur une distance de plus de 482 km,.
L'appareil réalisa son premier vol de tests le 20 juillet 1927, lancé par une catapulte à la cordite depuis le destroyer de classe S (en) HMS Stronghold. Il s'écrasa dans le canal de Bristol peu après. Lors d'un deuxième test, réalisé le 1er septembre, l'appareil fut également perdu, en ayant cependant réalisé un vol de 160 km selon la Royal Air Force (RAF). Le troisième vol de tests, réalisé le 15 octobre, donna des résultats plus encourageants, avec une distance couverte de 180 km à une vitesse de 310,6 km/h et un impact à « seulement » 8 km de la cible,. Deux lancements supplémentaires furent réalisés en septembre et octobre 1928 depuis un autre destroyer de classe S, le HMS Thanet (H29) (en). Les deux missiles réalisèrent chacun un vol d'environ 80 km et s'écrasèrent à des distances de 2,5 et 7,2 km de leur cible. En mai 1929, la RAF lança deux autres missiles, cette fois depuis un poste terrestre, sur l'île de Portland. L'un des deux survola sa cible et disparut dans le néant, tandis que l'autre remplit ses objectifs comme prévu.
En raison d'inquiétudes liées à la sécurité, les Britanniques décidèrent de déplacer leurs essais pour des distances de 320 km vers une zone de reculée, dans le désert irakien. Les résultats furent toutefois décevants, les trois missiles lancés entre août et septembre 1929 ne réalisant respectivement que des vols de 43,4, 96,6 et 51,5 km. En octobre, un missile s'écrasa dans sa plateforme de lancement, tandis qu'un autre disparut après avoir été apercu une dernière fois passant la marque des 35,4 km de distance parcourue. Les aviateurs désignèrent des bulles dans le carburateur (vapor lock) du moteur comme étant la cause de ces défaillances, plutôt qu'un défaut dans le système de guidage. Ils déterminèrent également que les performances relatives du système étaient aussi liées à la météo, affirmant que le système ne devrait être utilisé que contre des cibles « de zone » (de grande taille), pour des distances supérieures à 160 km.
En tout, seulement sept exemplaires de l'appareil furent produits. Le concept étant jugé peu concluant, il ne dépassa pas le stade des expérimentations.